# Free bleeding

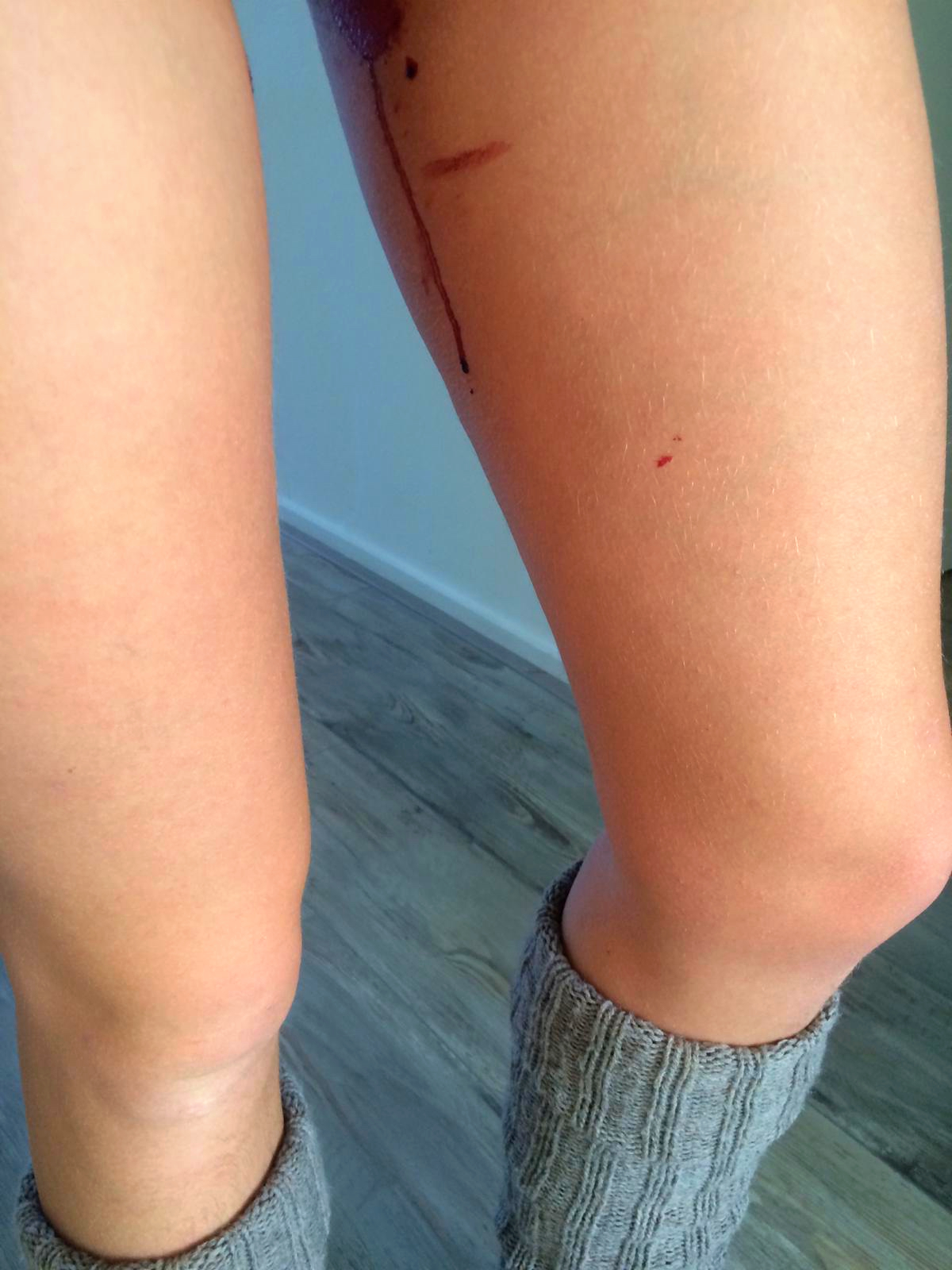
Free bleeding d'une femme hollandaise.

Le free bleeding est un mouvement féministe apparu aux États-Unis dans les années 1970, dont l'idée est de briser les tabous autour des règles et au sein duquel les personnes laissent couler librement le sang menstruel sans utiliser de protection. Les personnes qui le pratiquent sont appelées free bleeders.
La pratique est parfois utilisée comme moyen de protestation, y compris contre la précarité menstruelle,.
Le free bleeding est distinct du flux instinctif libre, où le sang est au contraire retenu pour être déversé au moment voulu.
Les deux pratiques présentent des dangers, selon certaines études, comme l'augmentation des risques d'infection, et des dangers liés à la présence dans le sang d'éléments toxiques comme le plomb.